# Santa Maria Donnalbina (Nápoly)
A Santa Maria Donnalbina nápolyi templom. Helyén már a 9. században is templom állt. Mai formáját a 17. század során nyerte el. A templombelső barokk díszítése Antonio Guidetti és Nicola Malinconico nevéhez fűződik. Az egyik oldalkápolnában két, Domenico Antonio Vaccaro által készített szobrot találunk. A kereszthajó freskóit Francesco Solimena festette.